# Russell County, Kentucky
Russell County är ett administrativt område i delstaten Kentucky, USA, med 17 565 invånare. Den administrativa huvudorten (county seat) är Jamestown.  

## Geografi
Enligt United States Census Bureau så har countyt en total area på 732 km². 656 km² av den arean är land och 76 km² är vatten. 

### Angränsande countyn
- Casey County - norr
- Pulaski County - nordost
- Wayne County - sydost
- Clinton County - söder
- Cumberland County - sydväst
- Adair County - väst